# Nogueira e Silva Escura
Nogueira e Silva Escura é uma freguesia portuguesa do município da Maia, com 9,66 km² de área e 8380 habitantes (censo de 2021). A sua densidade populacional é 867,5 hab./km².

## História
Foi constituída em 2013, no âmbito de uma reforma administrativa nacional, pela agregação das antigas freguesias de Nogueira e de Silva Escura.

## Património
- Igreja de Nogueira
- Igreja de Silva Escura
- Capela de Santo António
- Capela da Senhora da Hora

## Demografia
A população registada nos censos foi:
| Distribuição da População por Grupos Etários | Distribuição da População por Grupos Etários | Distribuição da População por Grupos Etários | Distribuição da População por Grupos Etários | Distribuição da População por Grupos Etários | Distribuição da População por Grupos Etários |
| -------------------------------------------- | -------------------------------------------- | -------------------------------------------- | -------------------------------------------- | -------------------------------------------- | -------------------------------------------- |
| Antes da agregação                           |                                              |                                              |                                              |                                              |                                              |
| Ano                                          | 0-14 anos                                    | 15-24 anos                                   | 25-64 anos                                   | >= 65 anos                                   | Total                                        |
| 2001                                         | 1208                                         | 863                                          | 3743                                         | 777                                          | 6591                                         |
| 2011                                         | 1518                                         | 799                                          | 4667                                         | 996                                          | 7980                                         |
| Após a agregação                             |                                              |                                              |                                              |                                              |                                              |
| Ano                                          | 0-14 anos                                    | 15-24 anos                                   | 25-64 anos                                   | >= 65 anos                                   | Total                                        |
| 2021                                         | 1278                                         | 944                                          | 4737                                         | 1421                                         | 8380                                         |